# Alfredo Capelli
Alfredo Capelli (* 5. August 1855 in Mailand; † 28. Januar 1910 in Neapel) war ein italienischer Mathematiker, der sich vor allem mit Algebra befasste.

## Leben
Capelli studierte an der Universität Rom unter anderem bei Giuseppe Battaglini mit dem Abschluss 1877. In seiner Abschlussarbeit bewies er unabhängig von Ludwig Sylow die Sylow-Sätze und außerdem erst später veröffentlichte Sätze von Ferdinand Georg Frobenius und William Burnside. Nach seinem Abschluss war er Assistent von Felice Casorati in Pavia und studierte in Berlin bei Karl Weierstraß und Leopold Kronecker. 1881 wurde er Professor für algebraische Analysis an der Universität Palermo als Nachfolger von Cesare Arzelà. 1886 gewann er den Wettbewerb um den Lehrstuhl für Algebra an der Universität Neapel.
Von ihm stammt auch das Frattiniargument in der Theorie endlicher Gruppen (er war mit  Giovanni Frattini befreundet und stand mit ihm in Briefwechsel).
1886 bewies er (in einem Buch mit Giovanni Garbieri) den nach ihm und Eugène Rouché benannten Satz der Linearen Algebra: Ax=b hat genau dann eine Lösung, falls der Rang von A gleich dem der Matrix (A | b) ist. In Arbeiten 1887 und 1890 führte er die nach ihm benannten Capelli-Identitäten zwischen Differentialoperatoren ein, die später in der Darstellungstheorie von Liealgebren von Bedeutung wurden (Hermann Weyl).
Er war Mitglied der Accademia dei Lincei, der Akademie der Wissenschaften in Palermo, Neapel und der Lombardischen Akademie der Wissenschaften. 1882 erhielt er den Mathematik-Preis der Accademia dei XL.
Nach dem Tod von Battaglini wurde er 1894 Herausgeber des Giornale di matematiche.

## Schriften
- Sopra l’isomorfismo dei gruppi di sostituzioni, Giornale di matematiche, Band 16, 1878, S. 32–87.
- mit Giovanni Garbieri: Corso di analisi algebrica, Padua: F. Sacchetto 1886
- Lezioni di algebra complementare ad uso degli aspiranti alla licenza universitaria, Neapel: Pellerano, 1895
- Istituzioni di analisi algebrica, Neapel: Pellerano 1902
- Lezioni sulla teoria delle forme algebriche, Neapel: Pellerano 1902